# لیندا کلیفورد
لیندا کلیفورد (انگلیسی: Linda Clifford؛ زادهٔ ۱۴ ژوئن ۱۹۴۸) یک موسیقی‌دان اهل ایالات متحده آمریکا است. وی از سال ۱۹۷۲ میلادی تاکنون مشغول فعالیت بوده‌است.